# شكرلوي سفلي
شكرلوي سفلي (بالإنجليزية: Shekarlui-ye Sofla)‏ هي منطقة سكنية تقع في قسم اجارود الشمالي الريفي في إيران.